# パコボーイ
パコボーイ (Paco Boy) はアイルランドで生産された競走馬、種牡馬。

## 経歴

### 2歳（2007年）
9月5日にケンプトン競馬場で競走馬デビュー戦をライアン・ムーアが騎乗して迎え、デビュー初戦は3着だったが、その約2週間後のデビュー2戦目を制して初勝利を挙げた。さらに11月には条件戦を制し、レース後は休養に入り3戦2勝で2歳を終えた。

### 3歳（2008年）
休養明け初戦の3月15日のスプリングカップ（準重賞）に新たにリチャード・ヒューズを鞍上に迎えて出走して勝利し、続く重賞競走初挑戦となるグリーナムステークス (G3) も制し、重賞競走初勝利を挙げた。次走はフランスに遠征し、G1競走初挑戦となるロンシャン競馬場で行われたプール・デッセ・デ・プーランに出走したが、ファルコに敗れて7着だった。レース後は帰国して休養を挟み、7月にレノックスステークス (G3) 、8月にハンガーフォードステークス (G3) をそれぞれ制し、9月には再びフランスに遠征し、ムーラン・ド・ロンシャン賞に出走したが、ゴルディコヴァに敗れて3着だった。さらに約1ヵ月後には同じくロンシャン競馬場で行われるフォレ賞にも出走することになった。鞍上にはクリストフ・スミヨンが初騎乗して1番人気に支持され、レースでは2着となったナタゴラに3馬身差をつけて1着となりG1競走初勝利を挙げた。この勝利はスミヨンとハノン厩舎にとっても同競走初勝利となった。なおレース後は休養に入り7戦5勝で3歳を終えた。

### 4歳（2009年）
休養を終えてドバイへ遠征し、3月28日のドバイデューティーフリーに出走したが、8着と惨敗した。その後、4月25日にサンダウン競馬場で行われたベット365マイル (G2) に出走し、勝利を収めた。続く5月16日のロッキンジステークスでは1番人気に推されたが、4着に終わった。その後、6月16日のクイーンアンステークスを制し、G1競走2勝目を挙げた。続く7月10日のジュライカップでは2番人気に推されたが4着に敗れた。続く7月29日のサセックスステークスでは勝ったリップヴァンウィンクルから2馬身差の2着に敗れた。その後は休養に入った。

### 5歳（2010年）
休養を終えて4月24日のベット365マイル (G2) に出走、1番人気に応え見事連覇を飾った。続く5月15日のロッキンジステークスでは後方から馬場の外を追い込み、内から抜けてきたウクバを差し切って勝利、G1競走3勝目を挙げた。6月15日のクイーンアンステークスは連覇がかかっていたが、先に抜け出したゴルディコヴァにクビ差で追い込み届かず2着と、連覇はならなかった。8月15日のジャック・ル・マロワ賞ではいつものように最後方でレースを進め、最後の直線で馬場の内側から追い込んでくるも3着だった。9月5日のムーラン・ド・ロンシャン賞ではフュイッセの4着に敗れた。10月3日のフォレ賞では後方から追い込んでゴルディコヴァの2着に入った。11月にはアメリカ合衆国に遠征し、ブリーダーズカップ・マイルに出走したが4着に終わった。香港へ遠征し、12月12日に行われた香港マイルでは13着と惨敗した。このレースを最後に現役を引退、種牡馬入りした。

## 種牡馬時代
2011年からイギリスのハイクレアスタッドで種牡馬として供用され、同年後半はニュージーランドのワイカトスタッドでもシャトル種牡馬として供用された。2013年に生まれた2世代目の産駒から、英2000ギニーなどを制したガリレオゴールドが出ている。
2017年にトルコの馬主に売却され、2018年からトルコジョッキークラブのカラジャベイスタッドで供用された。トルコでは2023年まで6シーズン供用されたが目立った活躍馬は出ず、2024年にブルガリアに売却された。

## 血統表
| パコボーイの血統ダンジグ系 / アウトブリード | パコボーイの血統ダンジグ系 / アウトブリード | パコボーイの血統ダンジグ系 / アウトブリード | （血統表の出典）  | （血統表の出典）  |
| 父 Desert Style 1992 鹿毛                   | 父の父Green Desert 1983 鹿毛                | Danzig                                      | Northern Dancer   | Northern Dancer   |
| 父 Desert Style 1992 鹿毛                   | 父の父Green Desert 1983 鹿毛                | Danzig                                      | Pas de Nom        |                   |
| 父 Desert Style 1992 鹿毛                   | 父の父Green Desert 1983 鹿毛                | Foreign Courier                             | Sir Ivor          | Sir Ivor          |
| 父 Desert Style 1992 鹿毛                   | 父の父Green Desert 1983 鹿毛                | Foreign Courier                             | Courtly Dee       |                   |
| 父 Desert Style 1992 鹿毛                   | 父の母Organza 1985 鹿毛                     | High Top                                    | Derring-Do        | Derring-Do        |
| 父 Desert Style 1992 鹿毛                   | 父の母Organza 1985 鹿毛                     | High Top                                    | Camenae           |                   |
| 父 Desert Style 1992 鹿毛                   | 父の母Organza 1985 鹿毛                     | Canton Silk                                 | Runnymede         | Runnymede         |
| 父 Desert Style 1992 鹿毛                   | 父の母Organza 1985 鹿毛                     | Canton Silk                                 | Clouded Lamp      |                   |
| 母 Tappen Zee 1986 栗毛                     | 母の父Sandhurst Prince 1979 栗毛            | Pampapaul                                   | *イエローゴッド   | *イエローゴッド   |
| 母 Tappen Zee 1986 栗毛                     | 母の父Sandhurst Prince 1979 栗毛            | Pampapaul                                   | Pampalina         |                   |
| 母 Tappen Zee 1986 栗毛                     | 母の父Sandhurst Prince 1979 栗毛            | Blue Shark                                  | *シルバーシャーク | *シルバーシャーク |
| 母 Tappen Zee 1986 栗毛                     | 母の父Sandhurst Prince 1979 栗毛            | Blue Shark                                  | Well Armed        |                   |
| 母 Tappen Zee 1986 栗毛                     | 母の母Rossaldene 1975 芦毛                  | Mummy's Pet                                 | Sing Sing         | Sing Sing         |
| 母 Tappen Zee 1986 栗毛                     | 母の母Rossaldene 1975 芦毛                  | Mummy's Pet                                 | Money for Nothing |                   |
| 母 Tappen Zee 1986 栗毛                     | 母の母Rossaldene 1975 芦毛                  | Palestra                                    | Palestine         | Palestine         |
| 母 Tappen Zee 1986 栗毛                     | 母の母Rossaldene 1975 芦毛                  | Palestra                                    | T.S.F. F-No.22    |                   |